# Henryk Filcek
Henryk Zbigniew Filcek (ur. 9 listopada 1928 w miejscowości Niemczyk, zm. 2 marca 2011 w Rząsce) – polski profesor nauk technicznych specjalizujący się w eksploatacji złóż, geomechanice górniczej, geotechnice i mechanice górotworu. Rektor Akademii Górniczo-Hutniczej.

## Życiorys
Studia odbył w latach 1947–1952 na Akademii Górniczo-Hutniczej, gdzie uzyskał również stopień doktora (1960). Pracę na AGH rozpoczął jeszcze w trakcie studiów, w roku 1949. Od 1952 roku należał do Polskiej Zjednoczonej Partii Robotniczej, w latach 1956–1968 był członkiem egzekutywy Komitetu Uczelnianego PZPR, Komitetu Uczelnianego PZPR w latach 1975–1979, egezkutywy Komitetu Wojewódzkiego PZPR (1975–1978) i Komitetu Wojewódzkiego PZPR w latach 1975–1979. Był delegatem na VII Zjazd PZPR w 1975 roku.
Habilitował się w roku 1965, w 1971 został profesorem nadzwyczajnym, a w 1978 profesorem zwyczajnym. Był kierownikiem Katedry Mechaniki Górniczej (1967–1969) i dyrektorem Instytutu Geomechaniki Górnictwa (1969–1982). W latach 1966–1969 był prodziekanem, a w latach 1969–1972 dziekanem Wydziału Górniczego AGH. Następnie pełnił funkcje prorektora (1972–1974) i rektora (1975–1979) AGH. Należał do organizatorów Światowych Kongresów Górniczych. Był autorem i współautorem ponad 100 prac naukowych w tematyce geomechaniki górniczej. Zmarł w roku 2011. Został pochowany na cmentarzu parafialnym w Rząsce koło Krakowa.

## Odznaczenia[2]
- Order Sztandaru Pracy II klasy
- Krzyż Kawalerski Orderu Odrodzenia Polski
- Złoty Krzyż Zasługi
- Medal 30-lecia Polski Ludowej
- Medal 40-lecia Polski Ludowej
- Złoty Medal „Za zasługi dla obronności kraju”
- Srebrny Medal „Za zasługi dla obronności kraju”
- Brązowy Medal „Za zasługi dla obronności kraju”
- Odznaka tytułu Zasłużony Nauczyciel PRL
- Medal 30-lecia Czechosłowackiej Republiki Socjalistycznej